# Mateusz Ziółko
Mateusz Ziółko (ur. 20 czerwca 1986 w Zubrzycy Dolnej) – polski piosenkarz popowy, pianista i autor piosenek.
Brał udział w koncertowych projektach muzycznych, takich jak np. Michael Jackson Symfonicznie, Freddie Mercury Symfonicznie czy Queen Story. Występował jako support podczas organizowanych w Polsce koncertów zagranicznych wykonawców, takich jak m.in. Amy Macdonald, Coolio czy John Miles.

## Życiorys
Jego rodzice pochodzą z Orawy. Ma starszego o osiem i pół roku brata Roberta. Ich matka śpiewała w zespole regionalnym. W dzieciństwie uczył się gry na pianinie. Uczęszczał na zajęcia fortepianu do profesora związanego z Papieską Akademią Teologiczną. Zmienił kilka liceów w Krakowie.
W wieku 15 lat założył swój pierwszy zespół muzyczny De Vils, w którym m.in. grał na fortepianie i śpiewał. Początkowo tworzyli muzykę do tekstów autorstwa jego matki. W 2008 zajął czwarte miejsce w finale pierwszej edycji programu TVN Mam talent!. Następnie zaczął gościnnie występować w charakterze solisty w programie TVP1 Jaka to melodia?. W 2012 został półfinalistą czwartej edycji programu telewizji Polsat Must Be the Music. Tylko muzyka. W styczniu 2013 wydał debiutancki singiel, „Tak wiele”. W tym samym roku zwyciężył w finale trzeciej edycji programu TVP2 The Voice of Poland, a w nagrodę podpisał kontrakt z wytwórnią muzyczną. W czerwcu 2014 za interpretację piosenki Czesława Niemena „Wspomnienie” zajął pierwsze miejsce w konkursie „SuperDebiuty” w ramach 51. Krajowego Festiwalu Piosenki Polskiej w Opolu. 19 czerwca 2015 wystąpił na koncercie Andrei Bocellego w ramach Europejskiej Stolicy Kultury we Wrocławiu.
W październiku 2016 wydał singiel „7 rzeczy”, który nagrał z raperem Liberem. 26 maja 2017 wydał debiutancki album studyjny pt. Na nowo, który w dniu premiery uzyskał status złotej płyty. Płytę promował singlami: „W płomieniach”, „Szkło” i „Bezdroża”, który nagrał z Sylwią Grzeszczak. W 2018 zwyciężył w finale 10. edycji programu rozrywkowego Polsatu Twoja twarz brzmi znajomo; jego występ w roli Zbigniewa Wodeckiego został obejrzany ponad 15 mln razy w serwisie YouTube. W 2024 zajął trzecie miejsce w finale programu rozrywkowego Twoja twarz brzmi znajomo. Najlepsi w Polsacie.

## Życie prywatne
Z pierwszą żoną Jadwigą Bukowską ma dwóch synów: Maksymiliana (ur. 2005) i Franciszka (ur. 2011). 10 czerwca 2017 ożenił się z Marianną Sokołowską, z którą ma dwóch synów: Jana (ur. 2013) i Jakuba (ur. 2015).

## Dyskografia

### Albumy studyjne
| Rok  | Album                                                                                         | Najwyższe pozycje na listach | Certyfikat         | Sprzedaż       |
| Rok  | Album                                                                                         | POL                          | Certyfikat         | Sprzedaż       |
| ---- | --------------------------------------------------------------------------------------------- | ---------------------------- | ------------------ | -------------- |
| 2017 | Na nowo - Data wydania: 26 maja 2017 - Wydawca: Gorgo Music, Warner Music Poland              | 5                            | - POL: złota płyta | - POL: 15,000+ |
| 2022 | Tak po prostu - Data wydania: 25 listopada 2022 - Wydawca: DB4Management, Warner Music Poland | 31                           |                    |                |

### Single

#### Jako główny artysta
| Rok                                                      | Tytuł                        | Najwyższe pozycje na listach | Najwyższe pozycje na listach | Najwyższe pozycje na listach | Najwyższe pozycje na listach | Certyfikat                | Sprzedaż        | Album                       |
| Rok                                                      | Tytuł                        | POL                          | POL                          | RMF                          | SLiP                         | Certyfikat                | Sprzedaż        | Album                       |
| Rok                                                      | Tytuł                        | AirPlay                      | AirPlay nowości              | RMF                          | SLiP                         | Certyfikat                | Sprzedaż        | Album                       |
| -------------------------------------------------------- | ---------------------------- | ---------------------------- | ---------------------------- | ---------------------------- | ---------------------------- | ------------------------- | --------------- | --------------------------- |
| 2013                                                     | „Tak wiele”                  | –                            | –                            | –                            | –                            | brak                      | brak danych     | –                           |
| 2016                                                     | „W płomieniach”              | 4                            | 3                            | 1                            | 2                            | - POL: 3× platynowa płyta | - POL: 150,000+ | Na nowo                     |
| 2017                                                     | „Szkło”                      | 22                           | 1                            | 4                            | 15                           | brak                      | brak danych     | Na nowo                     |
| 2017                                                     | „Planety”                    | 23                           | 1                            | 1                            | 18                           | brak                      | brak danych     | Na nowo                     |
| 2017                                                     | „Na nowo”                    | 21                           | –                            | 3                            | –                            | brak                      | brak danych     | Na nowo                     |
| 2019                                                     | „Legiony” (oraz Tabb)        | –                            | –                            | –                            | –                            | brak                      | brak danych     | Legiony (ścieżka dźwiękowa) |
| 2020                                                     | „Obiecaj mi”                 | –                            | –                            | –                            | –                            | brak                      | brak danych     | –                           |
| 2020                                                     | „S.O.S.”                     | –                            | –                            | –                            | –                            | brak                      | brak danych     | –                           |
| 2021                                                     | „Nie ma” (oraz Lidia Jazgar) | –                            | –                            | –                            | –                            | brak                      | brak danych     | –                           |
| 2022                                                     | „Weź mnie”                   | 17                           | 1                            | 2                            | 25                           | brak                      | brak danych     | Tak po prostu               |
| 2022                                                     | „Vis-à-vis”                  | 17                           | 1                            | 2                            | 21                           | brak                      | brak danych     | Tak po prostu               |
| 2022                                                     | „Lubisz nas”                 | 22                           | 2                            | 2                            | 22                           | brak                      | brak danych     | Tak po prostu               |
| „–” oznacza, że singel nie był notowany na danej liście. |                              |                              |                              |                              |                              |                           |                 |                             |

#### Jako gościnny artysta
| Rok                                                      | Tytuł                                                     | Najwyższe pozycje na listach | Najwyższe pozycje na listach | Najwyższe pozycje na listach | Najwyższe pozycje na listach | Najwyższe pozycje na listach | Certyfikat                | Sprzedaż        | Album    |
| Rok                                                      | Tytuł                                                     | POL                          | POL                          | RMF                          | Eska                         | SLiP                         | Certyfikat                | Sprzedaż        | Album    |
| Rok                                                      | Tytuł                                                     | AirPlay                      | AirPlay nowości              | RMF                          | Eska                         | SLiP                         | Certyfikat                | Sprzedaż        | Album    |
| -------------------------------------------------------- | --------------------------------------------------------- | ---------------------------- | ---------------------------- | ---------------------------- | ---------------------------- | ---------------------------- | ------------------------- | --------------- | -------- |
| 2015                                                     | „7 rzeczy” (Liber, gościnnie: Mateusz Ziółko)             | 9                            | 1                            | 1                            | –                            | 9                            | - POL: 2× platynowa płyta | - POL: 40,000+  | Na nowo  |
| 2016                                                     | „Bezdroża” (Sylwia Grzeszczak, gościnnie: Mateusz Ziółko) | 53                           | 3                            | –                            | 1                            | 31                           | - POL: diamentowa płyta   | - POL: 250,000+ | Na nowo  |
| 2018                                                     | „Horyzonty” (Sound’n’Grace, gościnnie: Mateusz Ziółko)    | 20                           | 3                            | 2                            | –                            | 8                            | brak                      | brak danych     | Życzenia |
| 2021                                                     | „Czas ołowiu” (jako Razem Robimy Dobro)                   | –                            | –                            | –                            | –                            | –                            | brak                      | brak danych     | –        |
| „–” oznacza, że singel nie był notowany na danej liście. |                                                           |                              |                              |                              |                              |                              |                           |                 |          |